# 玉柳実
玉柳 実（實、たまやなぎ みのる、1903年（明治36年）10月27日 - 1960年（昭和35年）3月15日）は、昭和期の内務官僚、厚生官僚、政治家、弁護士。参議院議員。現在の愛媛県松山市生まれ。

## 概要
愛媛県温泉郡味生村南斎院（現:松山市）で玉柳政吉の長男として生まれる。松山中学校（現愛媛県立松山東高等学校）を経て、1923年（大正12年）に大阪高等商業学校（現大阪市立大学）中退。1929年（昭和4年）10月に高等試験行政科合格。1930年（昭和5年）に高等試験司法科に合格。同年、内務省に入省し岩手県属に任官。1943年（昭和18年）に厚生省保険局船員労災課長、1946年（昭和21年）に愛媛県農地部長、1948年（昭和23年）に愛媛県経済部長。1951年（昭和26年）4月に退官。
愛媛県知事に立候補した久松定武の辞職に伴う1951年（昭和26年）4月2日告示・5月21日投票日の第1回参議院議員通常選挙・愛媛県選挙区補欠選挙に無所属で立候補し、立候補者が1人しかいなかったため無投票当選という形で参議院議員となる（現在まで国政選挙における最後の無投票当選となっている）。同年5月29日に自由党に入党した。1953年（昭和28年）4月の第3回通常選挙では全国区から立候補するも落選した。
その後、松山市で弁護士を開業した。